# Rattlesnake Hills
Die Rattlesnake Hills, auch bekannt als Rattlesnake Ridge, sind eine 16 mi (26 km) lange antiklinale Bergkette in den Countys Yakima und Benton im US-Bundesstaat Washington. Sie sollte nicht mit der kleineren Rattlesnake Ridge nahe dem Westende der Ahtanum Ridge verwechselt werden. Der höchste Punkt der Hügelkette (wie auch im Benton County) ist der 3.629 ft (1.106 m) hohe Lookout Summit, welcher den besser bekannten Rattlesnake Mountain um etwa 100 ft (ca. 30 m) an Höhe übertrifft. Die Rattlesnake Hills sind Teil des Yakima Fold Belt, dessen ostwärts gerichtete Berg- und Hügelketten durch Faltung im Miozän entstand, als sich die Columbia River Basaltflüsse über die heutigen Bundesstaaten Washington, Oregon und Idaho ergossen.
Die Rattlesnake Hills bilden die Nordkante des Yakima Valley und verlaufen von der Nähe von Benton City aus bis gerade südlich der Stadt Yakima, wo der Yakima River die Hügel bei Union Gap durchschneidet. Westlich des Yakima River wird die Kette Ahtanum Ridge genannt.
Nördlich der Rattlesnake Hills liegen das Moxee Valley und das Black Rock Valley. Die Hügel erstrecken sich bis in die Hanford Site hinein. Ein Ausläufer an der Nordseite verbindet sie beinahe mit der Yakima Ridge.
Der Roza Canal, ein Kanal für Bewässerung in der Landwirtschaft, passiert die Rattlesnake Hills durch einen Tunnel.
Benannte Höhenpunkte auf den Rattlesnake Hills sind, gemäß der USGS, der Elephant Mountain, der Zillah Peak, der Eagle Peak, der High Top, der Lookout und der Rattlesnake Mountain.

## Erdrutsch an der Rattlesnake Ridge 2018
Am 21. Januar 2018 gab es einen großen, wenn auch langsamen Erdrutsch in den Rattlesnake Hills, etwa 3 mi (4,8 km) südlich von Yakima. Das Ereignis kam erstmals Ende 2017 in die Schlagzeilen, nachdem ein langer Riss weit oben in der Rattlesnake Ridge entdeckt wurde: Dieser Riss war angeblich bis zu 250 ft (76 m) tief. Die erste Straßensperrung aus Gründen der öffentlichen Sicherheit erfolgte am 17. Dezember 2017. Das Washington State Department of Natural Resources unterhält eine Website mit Informationen zu dem Ereignis, welche ausführt, dass die sich bewegende Basalt-Menge vier Millionen Tonnen umfasst, etwa 20 Acres (8,1 ha) bedeckt und sich mit einer Rate von 1,5 ft (0,5 m) pro Woche nach Süden bewegt.
Am Wochenende des 20./21. Januar 2018 gab es Aufregung in den Nachrichten, welche hervorhoben, es entwickele sich Einigkeit darüber, dass der Erdrutsch plötzlich kollabieren könnte, und das innerhalb von Monaten, wenn nicht Wochen.